# Eva-Maria Brem

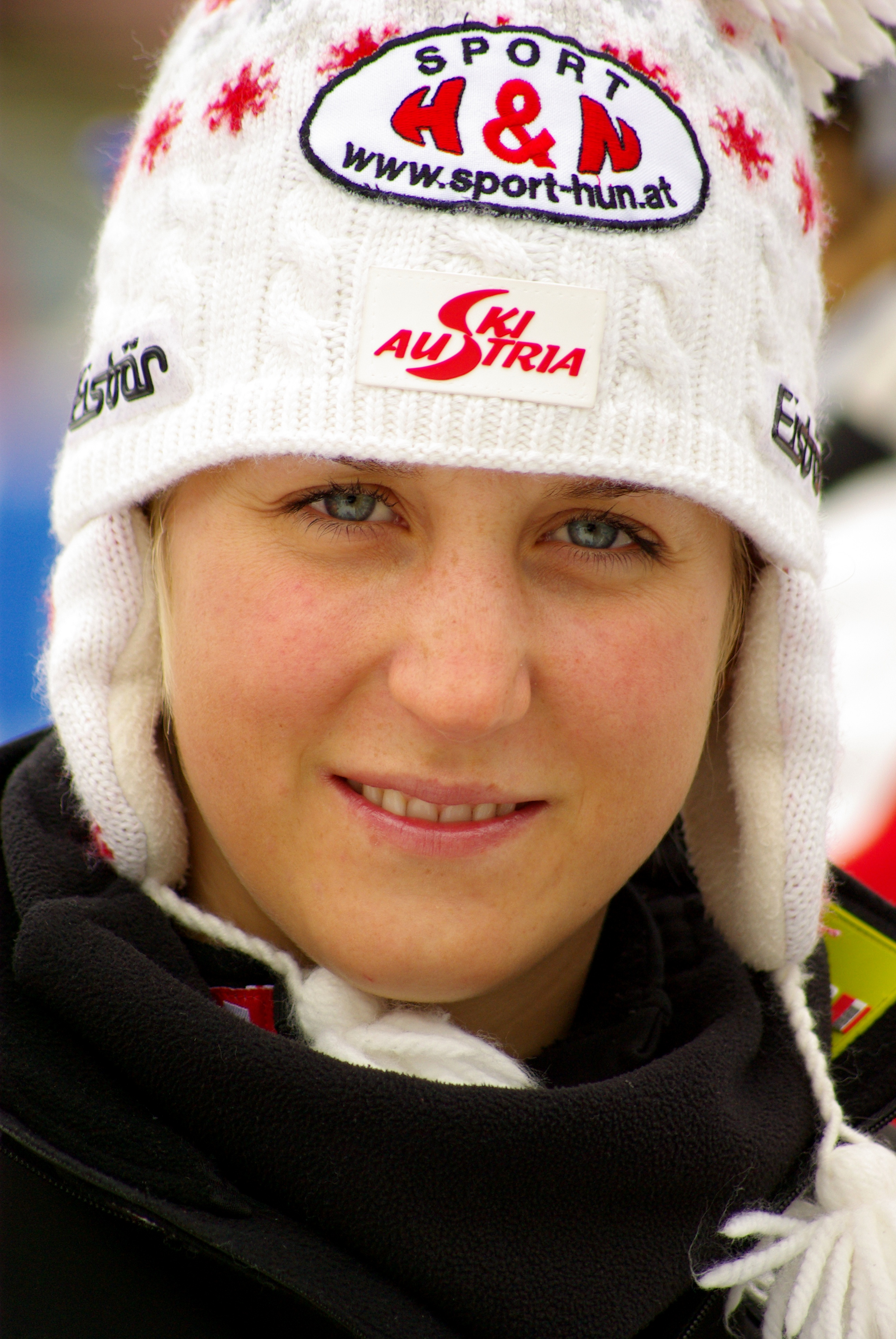

Eva-Maria Brem nació el 13 de septiembre de 1988 en Schwaz (Austria), es una esquiadora que ha ganado 1 Copa del Mundo en disciplina de Eslalon Gigante y tiene 3 victorias en la Copa del Mundo de Esquí Alpino (con un total de 11 podios).

## Resultados

### Juegos Olímpicos de Invierno
- 2010 en Vancouver, Canadá
  - Eslalon Gigante: 7.ª

### Copa del Mundo

#### Clasificaciones en Copa del Mundo
| Temporada | Edad | Pos. General | Eslalon | Esl. Gigante | Combinada |
| --------- | ---- | ------------ | ------- | ------------ | --------- |
| 2007      | 18   | 131          | —       | —            | 47        |
| 2008      | 19   | 52           | —       | 17           | 24        |
| 2009      | 20   | 68           | —       | 27           | 23        |
| 2010      | 21   | 41           | 55      | 11           | 44        |
| 2011      | 22   | 106          | —       | 36           | —         |
| 2012      | 23   | 59           | 44      | 20           | —         |
| 2013      | 24   | 46           | —       | 13           | —         |
| 2014      | 25   | 27           | 39      | 8            | —         |
| 2015      | 26   | 13           | 41      | 2            | —         |
| 2016      | 27   | 12           | 31      | 1            | —         |

#### Victorias en la Copa del Mundo (3)

##### Eslalon Gigante (3)
| Fecha                   | Lugar      |
| ----------------------- | ---------- |
| 29 de noviembre de 2014 | Aspen      |
| 20 de diciembre de 2015 | Courchevel |
| 7 de marzo de 2016      | Jasna      |